# Smilets (distrikt i Bulgarien, Pazardzjik)
Smilets (bulgariska: Смилец) är ett distrikt i Bulgarien.   Det ligger i kommunen Obsjtina Streltja och regionen Pazardzjik, i den centrala delen av landet, 90 km öster om huvudstaden Sofia.
Trakten runt Smilets består till största delen av jordbruksmark. Runt Smilets är det ganska tätbefolkat, med 80 invånare per kvadratkilometer.